# Euploea tulliolus
Euploea tulliolus är en fjärilsart som beskrevs av Fabricius 1793. Euploea tulliolus ingår i släktet Euploea och familjen praktfjärilar. Inga underarter finns listade i Catalogue of Life.

## Bildgalleri

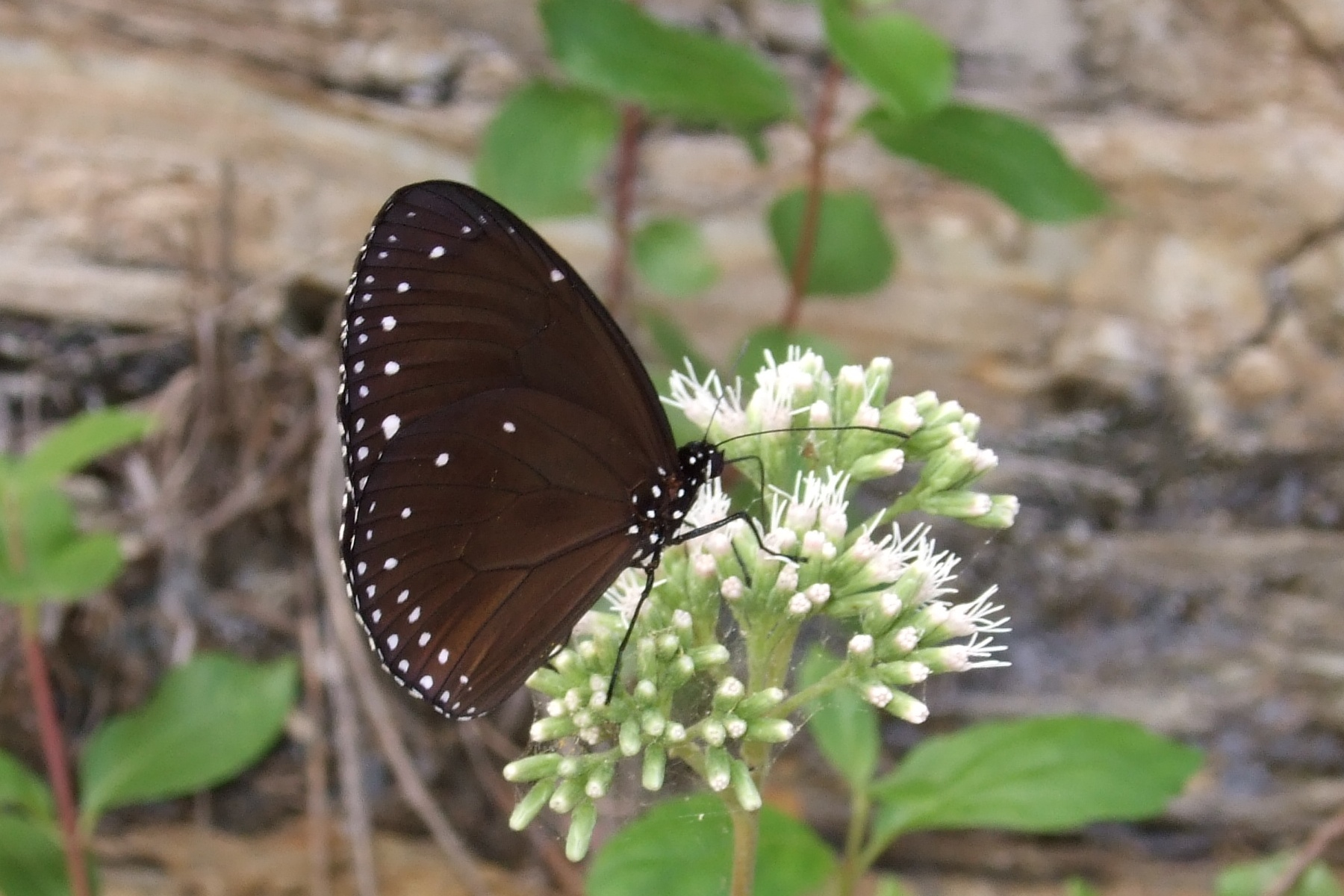